# Alfred Zeisler

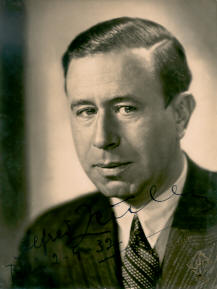
Alfred Zeisler, im Jahr 1945

Henry Alfred Zeisler (* 26. September 1892 in Chicago, Illinois, USA; † 1. März 1985 in Camano Island, USA) war ein deutscher Schauspieler, Filmproduzent und Regisseur, der zur Stummfilmzeit begann, an Filmen mitzuwirken.

## Leben
Henry Alfred Zeisler wurde als Sohn des Schauspielers Moritz Zeisler geboren, er war jüdisch-deutscher Abstammung. Anfangs war er Darsteller/Tänzer beim Königlichen Schauspielhaus in Berlin und später dem Deutschen Landestheater zu Prag. Auf Anraten Erich Pommers versuchte er sein Glück beim Film; sein erster Arbeitgeber war Fritz Lang, seine erste Filmerfahrung sammelte er mit Langs 1921 gedrehten Film Der müde Tod, in der er erstmals am Set als Regieassistent verweilen durfte. Er verfasste 1923 sein erstes Drehbuch zu dem Film Rivalen, drehte später seinen ersten Film Hinter der Kulissen der Reichspost (1925) und stand erstmals in dem Film Die Carmen von St. Pauli vor der Kamera.
Am Anfang der 1930er Jahre galt er als einer der maßgebenden Regisseure/Produzenten der Deutschen Filmindustrie. Wegen der NS-Politik sah er sich 1935 gezwungen, Deutschland zu verlassen. 1936 übersiedelte er nach London und 1939 weiter nach Hollywood, wo er sich, geboren in Chicago, ohne Hindernis ansiedeln konnte. Seine Ehefrau folgte ihn das nächste Jahr.
Zu seinen bekanntesten Filmen als Regisseur zählen vor allem Der Schuss im Tonfilmatelier (1930), Strich durch die Rechnung (1932) mit Heinz Rühmann, Schuss im Morgengrauen (1932), Der Stern von Valencia (1933) Crime Over London (1936), The Amazing Quest of Ernest Bliss (1936) und Fear (1946).
Als Produzent erstellte er Filme wie Die blonde Nachtigall (1930), Der Tiger (1930), Schuss im Morgengrauen (1932), Viktor und Viktoria (1933), Gold (1934) und The Amazing Quest of Ernest Bliss (1936). Februar 1943 spielte er auf Broadway in The Barber Had Two Sons. Als Filmdarsteller spielte er in Bird of Paradise (1951) What Price Glory (1952) und The Desert Rats (1953).
Alfred Zeisler war von 1934 bis 1940 mit der Schauspielerin Lien Deyers verheiratet.

### Beschlagnahmte Villa durch die Nationalsozialisten
Nachdem der jüdische Filmproduzent und Regisseur Alfred Zeisler mit seiner Ehefrau Lien Deyers aufgrund drohender Verhaftung ins Ausland geflüchtet war, erwarb Marika Rökk dessen von den Nationalsozialisten beschlagnahmte Villa in Potsdam-Babelsberg und zog dort mit ihrem Ehemann Georg Jacoby ein. Der 1985 verstorbene Zeisler hatte nach eigenen Angaben „keinen Pfennig“ für die Villa erhalten. Rökk stellte nach der Wende einen Restitutionsantrag und schaltete einen Anwalt ein, um zu verhindern, dass die Villa der Jewish Claims Conference zugesprochen wird.

## Filmografie
- 1921: Der müde Tod (Regieassistent)
- 1922: Das schwarze Kuvert (Drehbuch)
- 1923: Rivalen (Drehbuch)
- 1925: Hinter den Kulissen der Reichspost (Regie)
- 1927: Schuldig
- 1927: Die geheime Macht
- 1928: Die Carmen von St. Pauli
- 1928: Vom Täter fehlt jede Spur (Drehbuch)
- 1929: Skandal in Baden-Baden
- 1929: Hochverrat
- 1929: Der Bund der Drei
- 1929: Die Schmugglerbraut von Mallorca
- 1929: Die Flucht vor der Liebe (Drehbuch)
- 1930: Der Schuß im Tonfilmatelier (Regie)
- 1930: Die blonde Nachtigall
- 1930: Der Tiger
- 1931: D-Zug 13 hat Verspätung (Regie)
- 1931: Sein Scheidungsgrund (Regie)
- 1931: Der Hochtourist (Regie)
- 1932: Strich durch die Rechnung (Regie)
- 1932: Schuß im Morgengrauen (Regie)
- 1932: Der Frechdachs
- 1933: Der Stern von Valencia (Regie)
- 1933: Eine Tür geht auf (Regie)
- 1933: Heideschulmeister Uwe Karsten (Produzent)
- 1933: Rivaux de la piste
- 1933: Viktor und Viktoria
- 1934: Jungfrau gegen Mönch (Regie)
- 1934: Gold (Produzent)
- 1935: Der junge Graf (Produzent)
- 1935: Leichte Kavallerie (Produzent)
- 1935: Punks kommt aus Amerika (Produzent)[6]
- 1936: Crime Over London (Regie)
- 1936: The Amazing Quest of Ernest Bliss (Produzent, Regie)
- 1937: Make-Up (Regie)
- 1944: Enemy of Women (Regie, Drehbuch)
- 1946: Fear (Drehbuch, Regie)
- 1949: Alimony (Regie)
- 1949: Parole, Inc. (Regie)
- 1951: Insel der zornigen Götter (Bird of Paradise) (Darsteller)
- 1952: What Price Glory (Darsteller)
- 1953: Die Wüstenratten (The Desert Rats) (Darsteller)